# カナダ郵便公社
カナダ郵便公社（英語：Canada Post Corporation、英語略称：Canada Post、仏語：Société canadienne des postes、仏語略称：Postes Canada）はカナダの郵便事業を運営する公社。

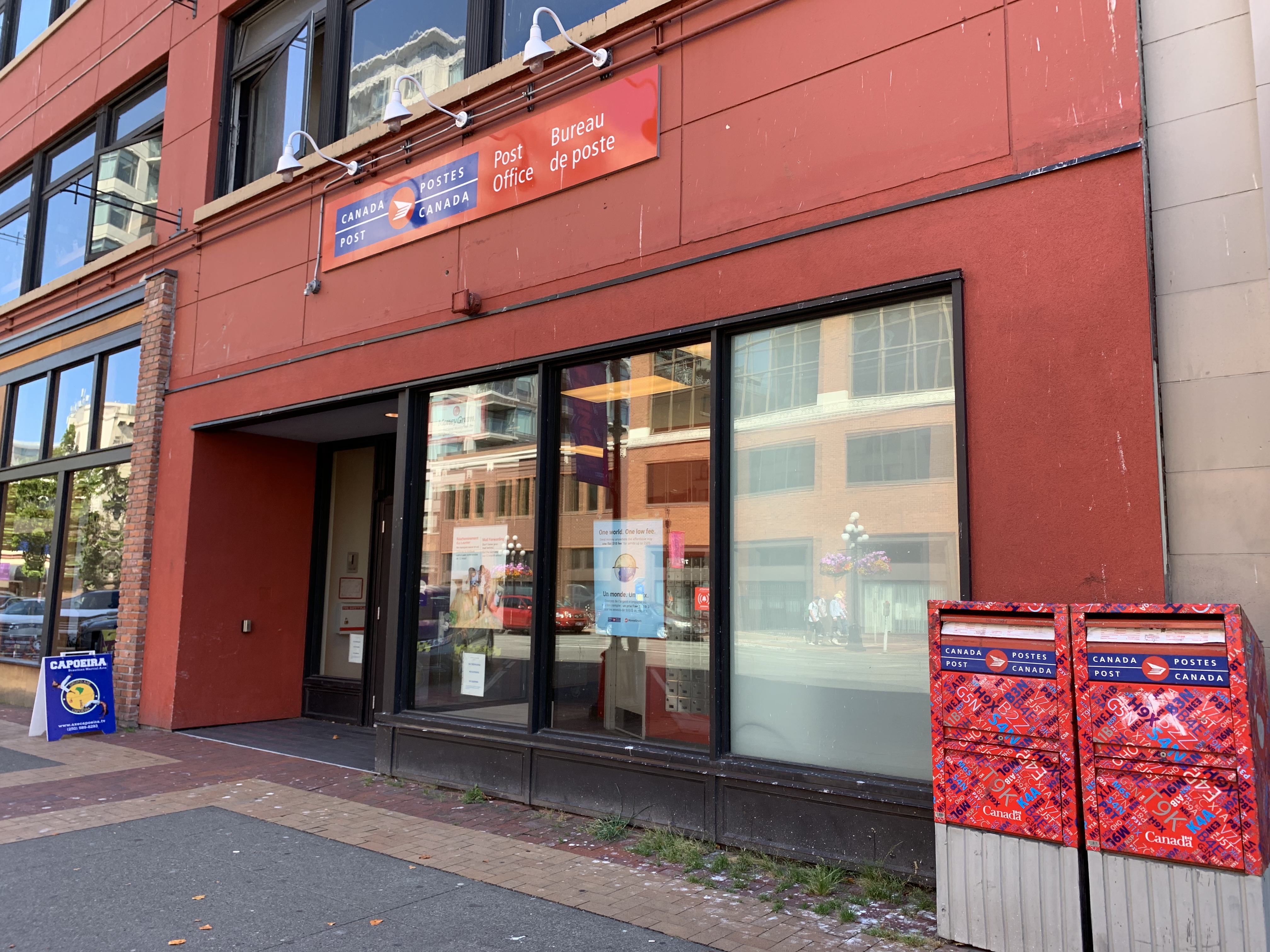
Canadian Post Office

## 概要
1867年に本国イギリスの郵便事業の延長として、政府の一機関の「ロイヤルメール・カナダ（Royal Mail Canada）」として創業。1960年代に「カナダ・ポスト」と言う名称を使用開始。1981年にカナダ郵便公社法が施行され郵便事業が政府から分離し、公社となった。

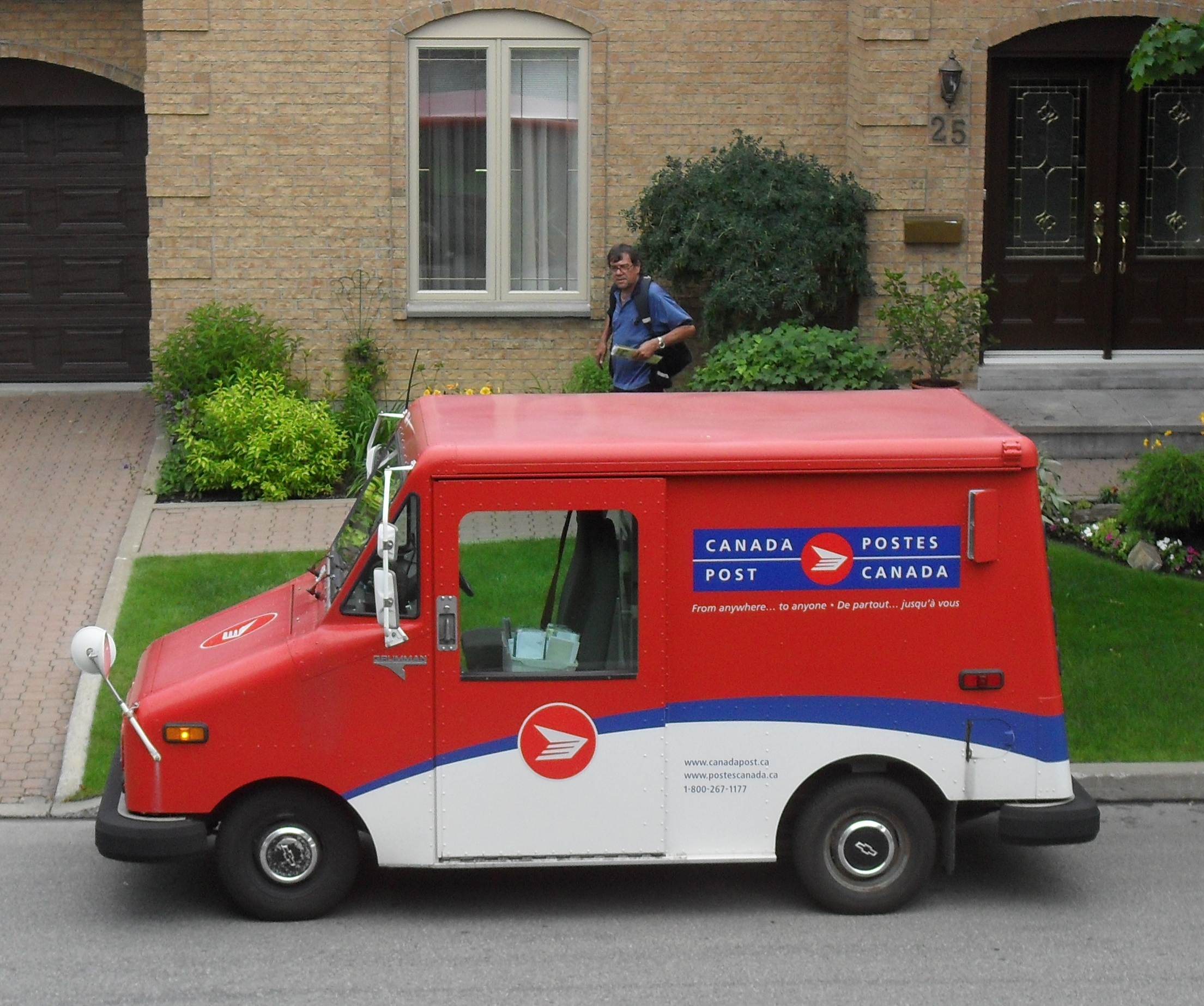
カナダ郵便公社の郵便自動車

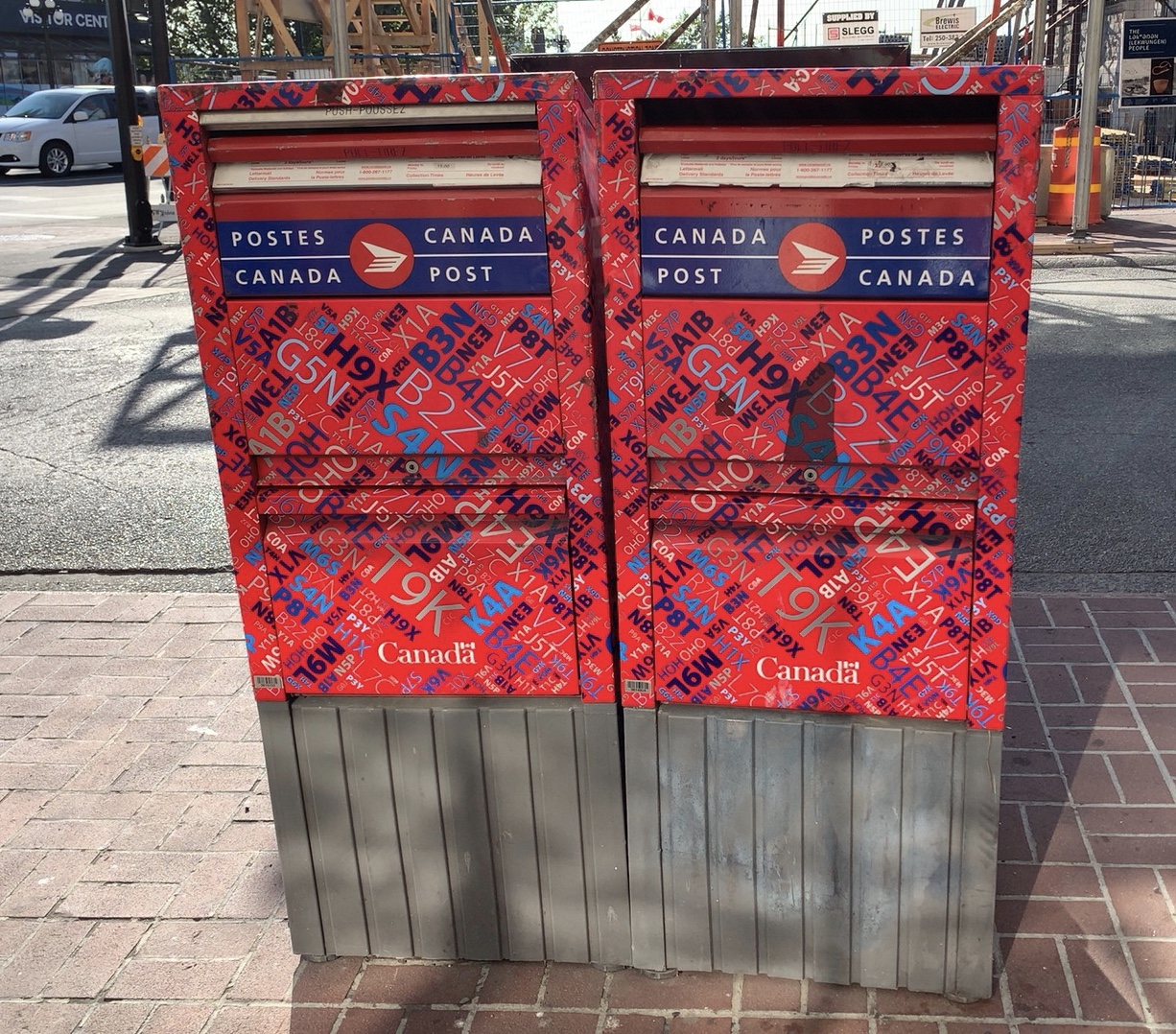
Canada post

現在では毎日1,480万ヶ所へ4,500万通を配達している。郵便局は直営及び代理店、ドラッグストアなどに設けられている窓口も含め全国に6,500ヶ所ある。配達する面積では世界一である。

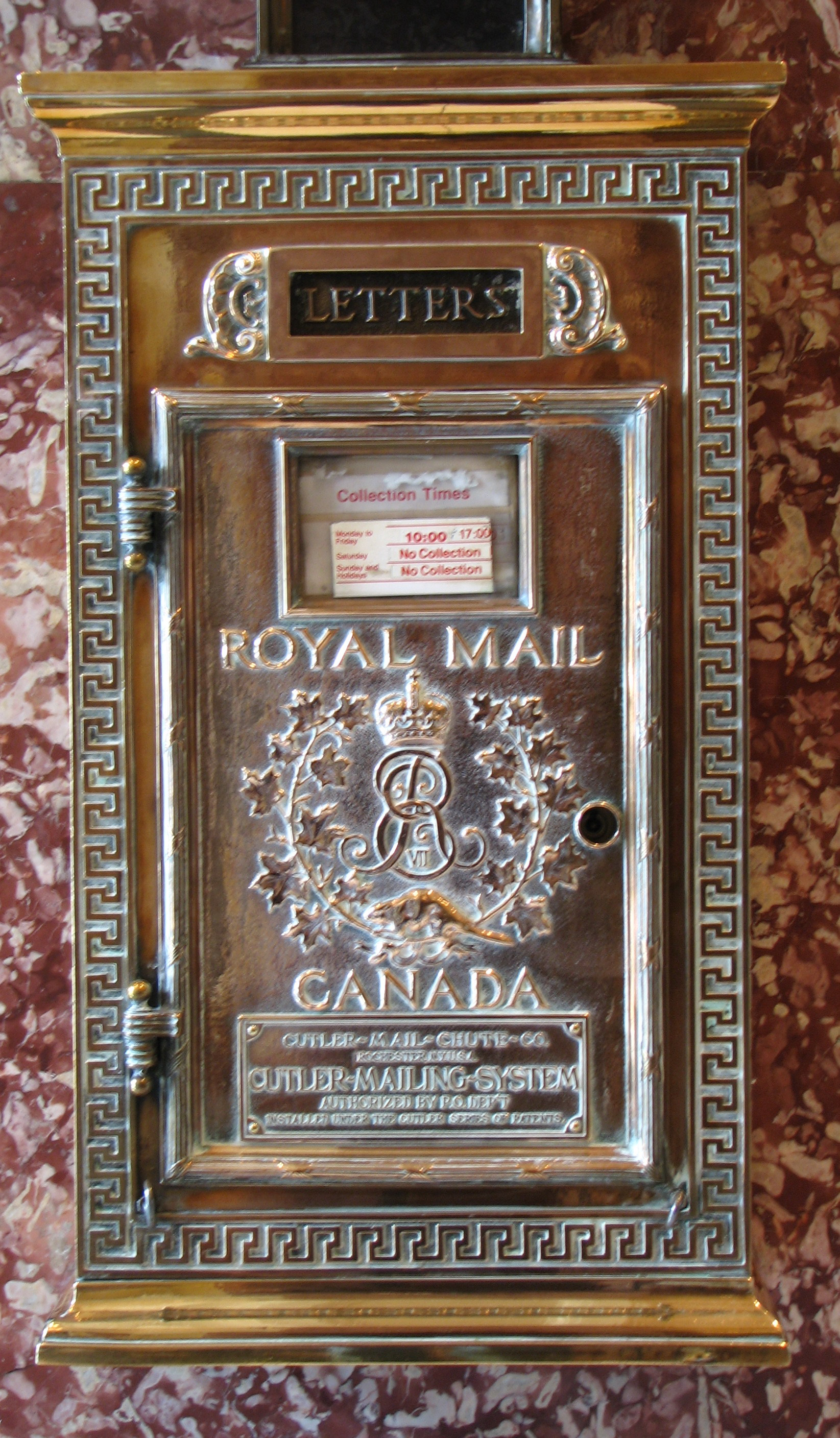
1960年代以前の「Royal Mail」ブランドの郵便箱